# Pégate
" Pégate" es el segundo sencillo del primer álbum en vivo de Ricky Martin, MTV Unplugged (2006). Fue lanzado el 19 de diciembre de 2006. La canción fue escrita por Martin, Roy Tavaré y Tommy Torres, y producida por Torres.

## Composición
La canción es un ritmo tradicional de plena, un género popular puertorriqueño que se toca con varias percusiones de mano, entre otros instrumentos. los tradicionales tambores de plena son tocados por los percusionistas de la banda Viento de Agua, liderada por Tito Matos. El cuatro, un instrumento de cuerda tradicional de Puerto Rico, lo toca Christian Nieves.

## Rendimiento del gráfico
En Estados Unidos, "Pégate" alcanzó el puesto número once en Hot Latin Songs de Billboard y el número nueve en Latin Pop Airplay y Tropical Songs . También alcanzó el puesto veinticinco en Latin Rhythm Airplay . Con la ayuda de remixes de Ralphi Rosario, "Pégate" también alcanzó el puesto número seis en la lista Dance Club Songs . En España, la canción alcanzó el puesto número trece del Digital Singles Chart . En México, el sencillo digital obtuvo la certificación 4× Platino por ventas superiores a 400.000 copias.

## Premios
"Pégate" ganó el Premio Latino ASCAP en la categoría Canción Ganadora Pop/Balada y también ganó el Premio Latino BMI .

## Formatos y listados de pistas
1. "Pégate" (Edición de radio) - 3:10
2. "Pégate" (Versión del álbum) - 4:05

Maxi-single en CD promocional de EE. UU.
1. "Pégate" (Radio Mix de Ralphi Rosario ) – 3:58
2. "Pégate" (Ralphi Rosario Hard Club Vox) – 8:25
3. "Pégate" (Dub sucio de Ralphhi) - 13:39
4. "Pégate" (Ralphi Rosario Radio Mix - Instrumental) – 3:58
5. "Pégate" (Ralphi Rosario Hard Club Vox - Instrumental) - 8:21
6. "Pégate" (Echo y Diesel Remix) - 3:37

## Cartas y certificaciones

### Listas semanales
| Lista (2007)                          | Mejor posición |
| ------------------------------------- | -------------- |
| Mexico (Associated Press)             | 2              |
| España (Top 100 Canciones)            | 13             |
| Estados Unidos (Hot Dance Club Songs) | 6              |
| Estados Unidos (Hot Latin Songs)      | 11             |
| Estados Unidos (Tropical Airplay)     | 9              |

### Listas de fin de año
| Lista (2007)                   | Posición |
| ------------------------------ | -------- |
| US Latin Pop Songs (Billboard) | 15       |

| Chart (2018)                     | Position |
| -------------------------------- | -------- |
| Puerto Rico Pop (Monitor Latino) | 86       |

| Lista (2019)                     | Posición |
| -------------------------------- | -------- |
| Puerto Rico Pop (Monitor Latino) | 77       |

| Lista (2020)                     | Posición |
| -------------------------------- | -------- |
| Puerto Rico Pop (Monitor Latino) | 90       |